# Epimedium grandiflorum
Epimedium grandiflorum är en berberisväxtart som beskrevs av Morr.. Epimedium grandiflorum ingår i släktet sockblommor, och familjen berberisväxter.

## Underarter
Arten delas in i följande underarter:
- E. g. higoense
- E. g. koreanum

## Bildgalleri

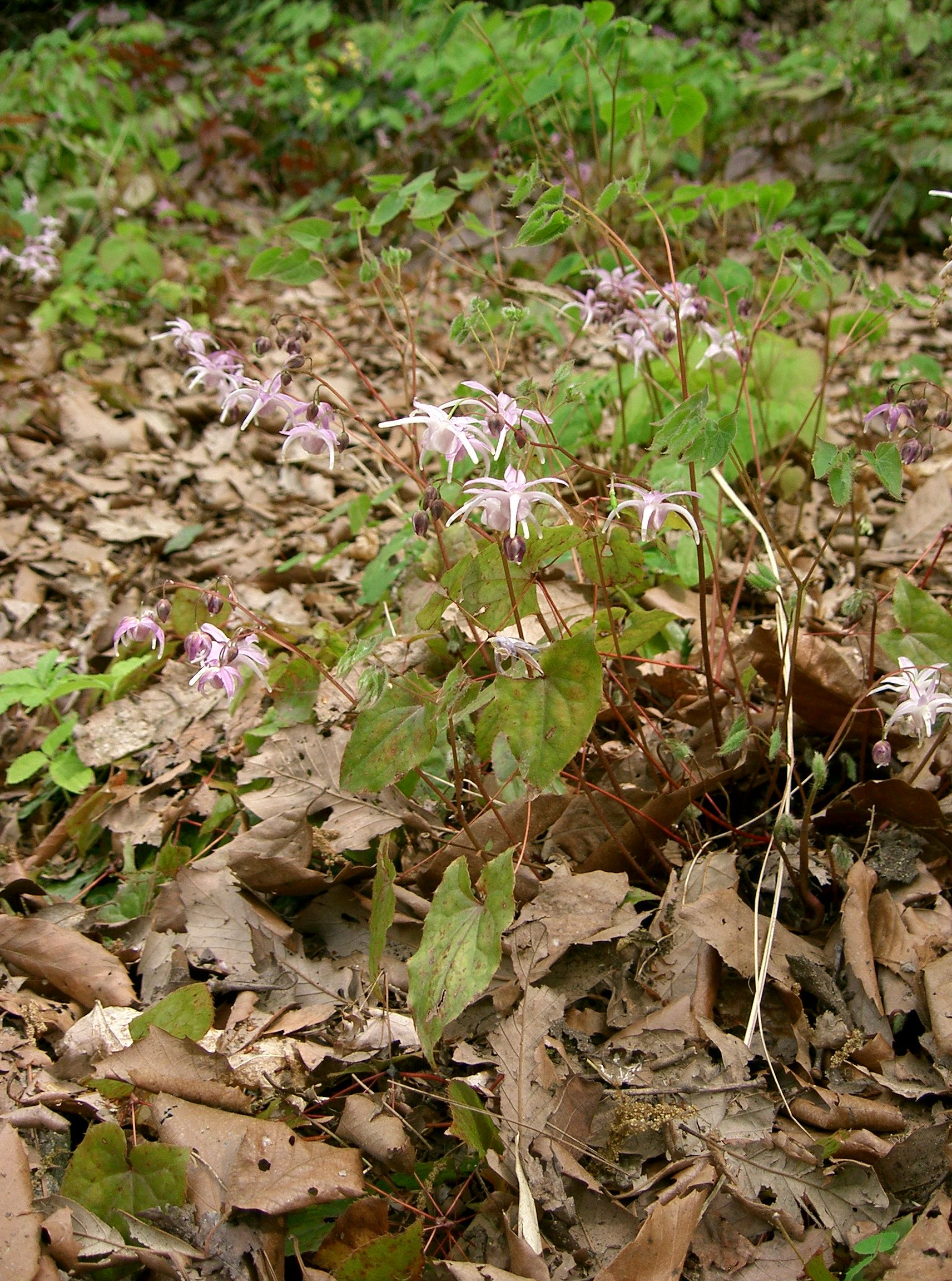